# Okręg wyborczy Strand
Okręg wyborczy Strand w Londynie powstał w 1885 r. i wysyłał do brytyjskiej Izby Gmin jednego deputowanego. Okręg zajmował część City of Westminster. Został zniesiony w 1918 r.

## Deputowani do brytyjskiej Izby Gmin z okręgu Strand
- 1885–1891: William Henry Smith, Partia Konserwatywna
- 1891–1910: William Frederick Danvers Smith, Partia Konserwatywna
- 1910–1918: Walter Long, Partia Konserwatywna